# Radfahrprüfung
Die  deutsche Radfahrprüfung, auch Fahrradprüfung, schweizerische Veloprüfung, ist ein zwar nicht wissenschaftlich standardisiertes und normiertes, aber inzwischen international etabliertes Verfahren zur Feststellung der technischen Fahrtüchtigkeit und sicheren Handhabung des Verkehrsmittels Fahrrad im Straßenverkehr. Die zur selbstständigen Bewegung im öffentlichen Verkehrsraum qualifizierende Prüfung resultiert in der Regel aus der erfolgreichen Absolvierung eines entsprechenden Ausbildungskurses und gliedert sich in einen theoretischen und einen praktischen Prüfungsteil.

## Anforderungsprofil
Über den Verkehrsumgang als Fußgänger und den Erwerb des oft vorgeschalteten Fußgängerdiploms hinaus verlangt das sichere Radfahren im Verkehr vom Kinde das motorische wie technische Beherrschen des anspruchsvollen Verkehrsmittels einschließlich seiner höheren Geschwindigkeit. Es erfordert eine komplexe Aufmerksamkeit, wesentlich schnellere Entscheidungen sowie die Kenntnis und Berücksichtigung zusätzlicher Verkehrsregeln. Die Radfahrausbildung baut sinnvollerweise auf dem Wissen und Können als Fußgänger auf. Sie findet zunächst in Schonräumen außerhalb der Gefährdung des realen Straßenverkehrs statt, sodass sich das lernende und übende Kind schrittweise auf die steigenden Anforderungen einstellen kann:
Junge Radfahrer sollen bis zur Prüfung ihr Fahrrad soweit beherrschen, dass sie gleichzeitig das Gleichgewicht halten, lenken, die Pedale treten, die Geschwindigkeit regulieren, Kurven fahren, Hindernissen und Unebenheiten ausweichen, gegebenenfalls bremsen sowie das Verkehrsgeschehen, die Verkehrszeichen und Verkehrsregeln beachten können. Auch das einarmige Fahren mit gleichzeitiger Richtungsanzeige sowie die Beachtung von und die Verständigung mit anderen Verkehrsteilnehmern gehört dazu. Diese komplexen Anforderungen, die großenteils zur gleichen Zeit und kombiniert auszuführen sind, überfordern in aller Regel noch Kinder vor dem dritten Schuljahr.
Darüber hinaus lernen die Kinder im Rahmen der Ausbildung, ihr Fahrrad verkehrssicher einzustellen, verantwortungsbewusst zu warten und kleinere Reparaturen selbst vorzunehmen sowie sich selbst vor möglichen Unfällen zu schützen (Fahrradhelm, defensives Fahren etc.).

## Prüfungszweck
Damit die kurzweiligen Aktivitäten im Schonbereich nicht im spielerischen Tun steckenbleiben, damit das Wetteifern im Geschicklichkeitsparcours, das Kommunizieren und Kooperieren und das Lernen über Quizspiele und Verhaltensmodelle auch Praxisrelevanz erreichen, muss die Ausbildung in Lernkontrollen münden. Der gründlichen Radfahrausbildung muss sachlich vernünftig und didaktisch zwingend eine Abschlussprüfung folgen:
Diese stellt auf objektivierende Weise sicher, dass die angestrebten Lernziele der Verkehrssicherheit auch tatsächlich von jedem Kind erreicht wurden und an welcher Stelle bei welchem Kind gegebenenfalls noch Nachholbedarf besteht. Die Lernkontrollen haben nicht die Funktion einer Auslese, sondern sollten nach Möglichkeit bei jedem Kind zu einem Erfolg führen. Sie können bei Mängeln beliebig oft wiederholt werden. Dieses Verfahren mildert den unmittelbaren Erfolgszwang und stellt keine Herabsetzung des einzelnen Kindes dar, wenn ein Test (noch) nicht gleich gelingt. Zudem lassen sich auch die Lernkontrollen ähnlich der Ausbildung in Spielform organisieren. Die bestandene Prüfung soll das Kind stolz machen auf seinen Lernfortschritt und selbstsicher im Verkehrsumgang.

## Positionierung in den Lehrplänen
Die Verkehrsreife des jungen Menschen entwickelt sich vom sicheren Fußgänger über den geübten Fahrradfahrer zum mündigen Verkehrsteilnehmer mit einem Kraftfahrzeug. Ein reflektierter systematischer Aufbau der Verkehrserziehung weist der Radfahrausbildung und Radfahrprüfung entsprechend sinnvollerweise ihren Platz erst nach einer bestandenen Fußgängerprüfung und vor der Motorfahrprüfung zu.
Die Verkehrsexperten und die Bildungspläne setzen die durchschnittliche Verkehrsreife des Kindes für die Fußgängerprüfung mit fünf bis sieben Jahren bzw. für das erste bis zweite Schuljahr an und sehen die Radfahrausbildung und Radfahrprüfung frühestens für das dritte bis vierte Schuljahr vor.
Obwohl in manchen Bildungs- und Orientierungsplänen Verkehrserziehung und Radfahrausbildung nicht mehr im pädagogischen Mittelpunkt stehen, wird z. B. im bayerischen Erziehungs- und Bildungsplan dem „sicheren Verhalten im Straßenverkehr“ und der „Unfallprävention“ ein eigenes Kapitel gewidmet, versteckt sich die unbestrittene Bedeutung der Verkehrserziehung hinter allgemeinen Formulierungen wie: „Die Sicherheit des Kindes ist Grundvoraussetzung für seine Bildung, Erziehung und Betreuung. Sie ist bei allen Aktivitäten, zu jeder Zeit und in jeder Situation wichtig ...“  In ähnlicher Weise haben Bildungspläne wie der von Baden-Württemberg mit ihren Lehrplanrevisionen einen Paradigmenwechsel vollzogen, indem sie dem Aufbau von Kernkompetenzen und der Methode des Fächerverbunds Vorrang einräumen vor den früher üblichen engen Stoffvorgaben und Fachzuweisungen. Damit kommt der einzelnen Schule eine größere Freiheit der methodischen Ausgestaltung, aber auch eine erhöhte Verantwortungsübernahme für die Verkehrserziehung zu.

## Realisierung
Radfahrprüfungen werden inzwischen flächendeckend in Deutschland, in Österreich und der Schweiz durchgeführt. Termine für Lehrgänge und Prüfungen werden in der Presse aktuell bekanntgemacht.

### Deutschland

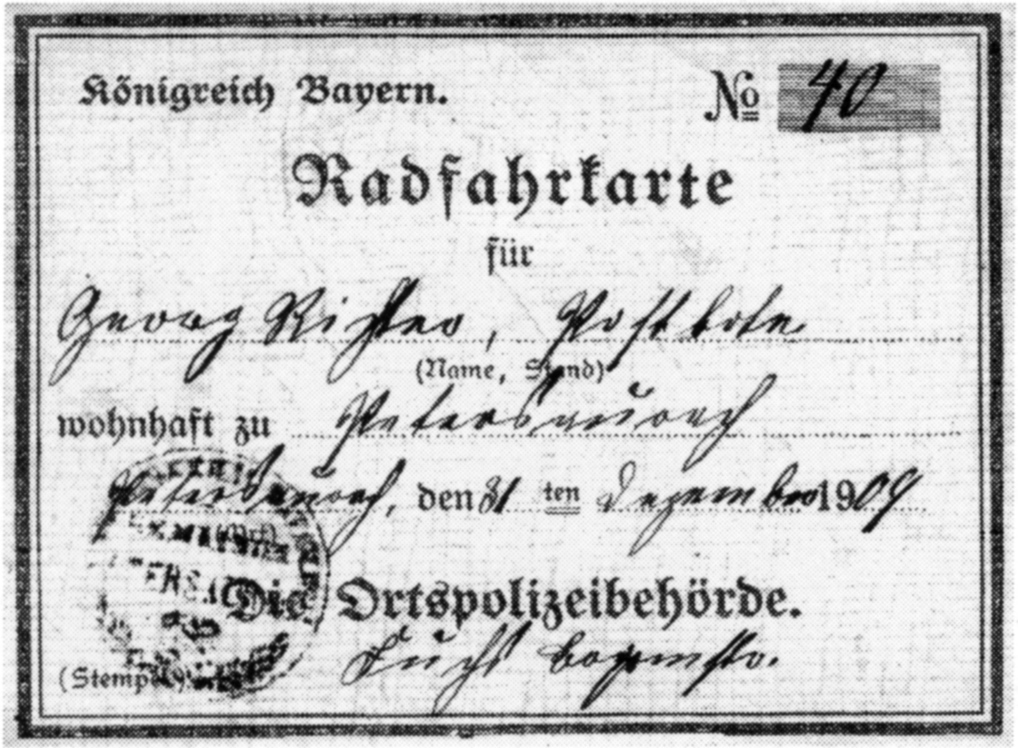
Radfahrkarte (Königreich Bayern, 1909)

Ende des 19. und Anfang des 20. Jahrhunderts war für den Gebrauch eines Fahrrads im öffentlichen Raum eine sogenannte Radfahrkarte erforderlich, die vom Verkehrsteilnehmer mitgeführt und auf Verlangen vorgezeigt werden musste, analog dem heutigen Führerschein für Kraftfahrzeuge. Für den Erwerb einer Fahrradkarte war in der Regel das Bestehen einer aus einem theoretischen und praktischen Teil bestehenden Fahrradprüfung gefordert, wiederum analog der Führerscheinprüfung.
Heute ist das Ablegen einer Radfahrprüfung freiwillig.
Hauptträger in Deutschland sind die Jugendverkehrsschulen und die sie vorrangig betreibenden Landes- und Ortsverkehrswachten und Polizeidienststellen. Aber auch weitere gemeinnützig arbeitende Verbände, wie das Jugendrotkreuz und Schulen, engagieren sich für die Qualifizierung des jungen Radfahrers.
Für die fahrtechnische und motorische Ausbildung stellen die Deutsche Verkehrswacht, die Polizeidirektionen und Schulen geeignete Anlagen und Verkehrsübungsplätze sowie kompetente Lehrkräfte zur Verfügung. Die Theoriekenntnisse werden in speziellen, mit entsprechenden Lehrmaterialien ausgestatteten Unterrichtsräumen vermittelt. In der Bundesrepublik Deutschland haben sich etwa 800 sogenannte Jugendverkehrsschulen dieser verkehrserzieherischen Aufgabe angenommen. Stationäre und mobile Einrichtungen nehmen regelmäßig Freiwilligen (vornehmlich Kindern, Jugendlichen und Senioren) Radfahrprüfungen ab und belohnen sie dafür mit Abzeichen, Ausweisen, Urkunden und verkehrstechnischen Vergünstigungen, wie der Teilnahme an attraktiven Veranstaltungen.
Während Polizei, ADAC und Verkehrswacht mit ihren Mitteln in der Lage sind, Unfallszenarien eindrucksvoll zu demonstrieren, verfügt die schulische Verkehrserziehung über den fachlichen Rahmen und das didaktisch/methodische Wissen, Radfahrausbildung und Radfahrprüfungen auch in Projektform zu gestalten. So wird für interessierte Jugendliche etwa auch die Möglichkeit geboten, im Verbund von Technik- und Sportunterricht ein Tandem zu konstruieren und fahren zu lernen. Als optimaler Weg zur Qualifizierung des jungen Radfahrers für den gefährlichen Straßenverkehr hat sich die Kooperation von schulischen und außerschulischen Experten erwiesen, was bisweilen auch in Personalunion praktiziert wird.

### Österreich
In Österreich bieten vor allem die Jugendverkehrsschulen in verschiedenen Regionen eine Ausbildung zur Erlangung des Radfahrausweises an. Sie besteht aus einem theoretischen und einem praktischen Ausbildungsteil und beinhaltet neben dem richtigen Verkehrsverhalten auch Kenntnisse über die angemessene Schutzausrüstung und die Wartung des Verkehrsmittels. Die theoretische Ausbildung wird in den Volksschulen bzw. im Selbststudium vorgenommen. Die praktische Prüfung erfolgt durch Exekutivbedienstete der Bundespolizei. Der Radfahrausweis ist in Österreich ein offizielles Dokument, welches von der Bezirksverwaltungsbehörde bzw. der Landespolizeidirektion ausgestellt wird. Es berechtigt Kinder ab zehn Jahren, ohne Begleitung Erwachsener auf öffentlichen Straßen Fahrrad zu fahren. Obwohl freiwillig, findet die Ausbildung daher einen großen Zuspruch. Beim Jugendrotkreuz Österreichs (ÖJRK) beteiligen sich nach dessen eigenen Angaben jährlich etwa 86.000 Kinder im Alter von 10 bis 12 Jahren an den angebotenen Radfahrprüfungen.

### Schweiz
Auch in der Schweiz werden regelmäßig Veloprüfungen angeboten, die in der Regel von den Kindern der fünften Klassen absolviert werden.
Verkehrsinstruktoren bereiten die Kinder systematisch auf die Veloprüfung vor, die aus theoretischen und praktischen Übungsteilen besteht. Während der Prüfung, die in der Regel auf einer vorgegebenen Fahrstrecke im öffentlichen Verkehr abgenommen wird, tragen die Kinder eine Leuchtweste und einen Velohelm. Alternativ kann der Test auch in Form der Absolvierung eines präparierten Verkehrsparcours abgenommen werden. Zur Behebung festgestellter Minderleistungen wird den betroffenen Eltern und Kindern eine Nachschulung angeboten.